# Zagrosia nigrofasciata
Zagrosia nigrofasciata är en insektsart som beskrevs av Marius Descamps 1967. Zagrosia nigrofasciata ingår i släktet Zagrosia och familjen Dericorythidae. Inga underarter finns listade i Catalogue of Life.